# Andrzej Tryzno
Andrzej Tryzno (ur. 1945 w Bardowick) – polski malarz, rysownik.

## Życiorys
W 1970 roku ukończył PWSSP w Łodzi. Brat artysty plastyka Janusza Tryzno. Swoje malarstwo wystawiał z łódzką grupa "Wiadukt", do której należeli, między innymi: M. Kępiński, A. Sadowski, Grzegorz Sztabiński. Prace artysty były prezentowane na licznych wystawach zbiorowych i indywidualnych w kraju i za granicą. Prace Andrzeja Tryzno znajdują się w zbiorach Galerii Zachęta w Warszawie, Ludwig Muzeum w Budapeszcie i Muzeum Narodowym w Warszawie.